# Pentapod
Der Pentapod ist eine seit 2001 am Markt etablierte Variante der parallelkinematischen Maschinen und hat sich als Lösung für die Einschränkungen des herkömmlichen Hexapod erwiesen. Diese Einschränkungen ergeben sich in erster Linie aus den durch die Gelenke an der Plattform der Hexapoden auferlegten Zwängen, die die kinematischen Parameter stark einschränken. 

Visualisierung der Pentapod Bewegung in 0° und 90° Ausrichtung der Hauptspindel

## Funktionsweise
Es gibt zwei Schlüsselfaktoren, die zu diesen Einschränkungen beitragen:
1. Begrenzte Schwenkwinkel: Die Gelenke an der Plattform der Hexapoden haben konstruktionsbedingt eingeschränkte Schwenkwinkel, insbesondere in einer Schwenkrichtung.
2. Schwenkende Bewegungen: Wenn die Plattform Schwenkbewegungen ausführt, bewegen sich die Mittelpunkte der Gelenke relativ weit von der Ebene weg, die durch die Spindelachse und den Mittelpunkt des Gelenks am anderen Ende der Strebe gebildet wird. Dies führt zu großen Schwenkwinkeln an den Gelenken der Plattform, was die Gefahr von Kollisionen zwischen den Streben und dem Spindelträger erhöht.

Um diese Einschränkungen zu überwinden, führt der Pentapod eine Anordnung von Gelenken an der beweglichen Plattform ein. 
Diese Konstruktion besteht aus fünf Gelenkringen, die sich alle um die gleiche Achse – die Spindelachse – drehen. Zusätzlich ist an jedem dieser Gelenkringe ein zweites Scharniergelenk befestigt, das in einem bestimmten Abstand und senkrecht zur Spindelachse angeordnet ist. Diese Anordnung zeichnet sich durch mehrere Merkmale aus:
1. Voller Schwenkwinkel: Eine der Gelenkachsen verfügt immer über einen vollen Schwenkwinkel von 360 Grad.
2. Teilweiser Schwenkwinkel: Jede zweite Gelenkachse hat einen Schwenkwinkel von etwas weniger als 180 Grad.
3. Zentrale Ausrichtung: Der Mittelpunkt der äußeren Scharniergelenke fluchtet stets mit einer Linie, die den Scharnierpunkt an jedem Ende der Strebe (Scharnierpunkt am Rahmen) und die Spindelachse verbindet.
4. Definierte Spindelachse: Bei fünf Streben ist die Lage der Spindelachse genau definiert, und die Streben tragen nur statische Lasten in Längsrichtung.[1]

Die Drehrichtung um die Spindelachse bleibt bei dieser Anordnung unbestimmt, kann aber leicht kontrolliert werden, indem einer der Gelenkringe fest mit dem zylindrischen Spindelkörper verbunden wird. Wichtig ist, dass diese Konstruktion die Eigenschaft beibehält, dass alle auf den Spindelkörper einwirkenden Kräfte und Momente ausschließlich in Längskräfte in den Streben umgewandelt werden, mit Ausnahme des Drehmoments in der Spindelachse, das Biegemomente in einer einzigen Strebe erzeugt.

Mit diesem Prinzip werden die bisherigen Schwachstellen in der Anbindung der Streben an den Spindelträger wirksam beseitigt, so dass eine Maschinenstruktur entsteht, die Schwenkbewegungen von bis zu 90 Grad ermöglicht. Darüber hinaus optimiert die Konstruktion das Verhältnis zwischen Arbeitsbereich und Gesamtfläche der Maschine, was eine größere Vielseitigkeit und Zweckmäßigkeit für verschiedene Anwendungen bietet.

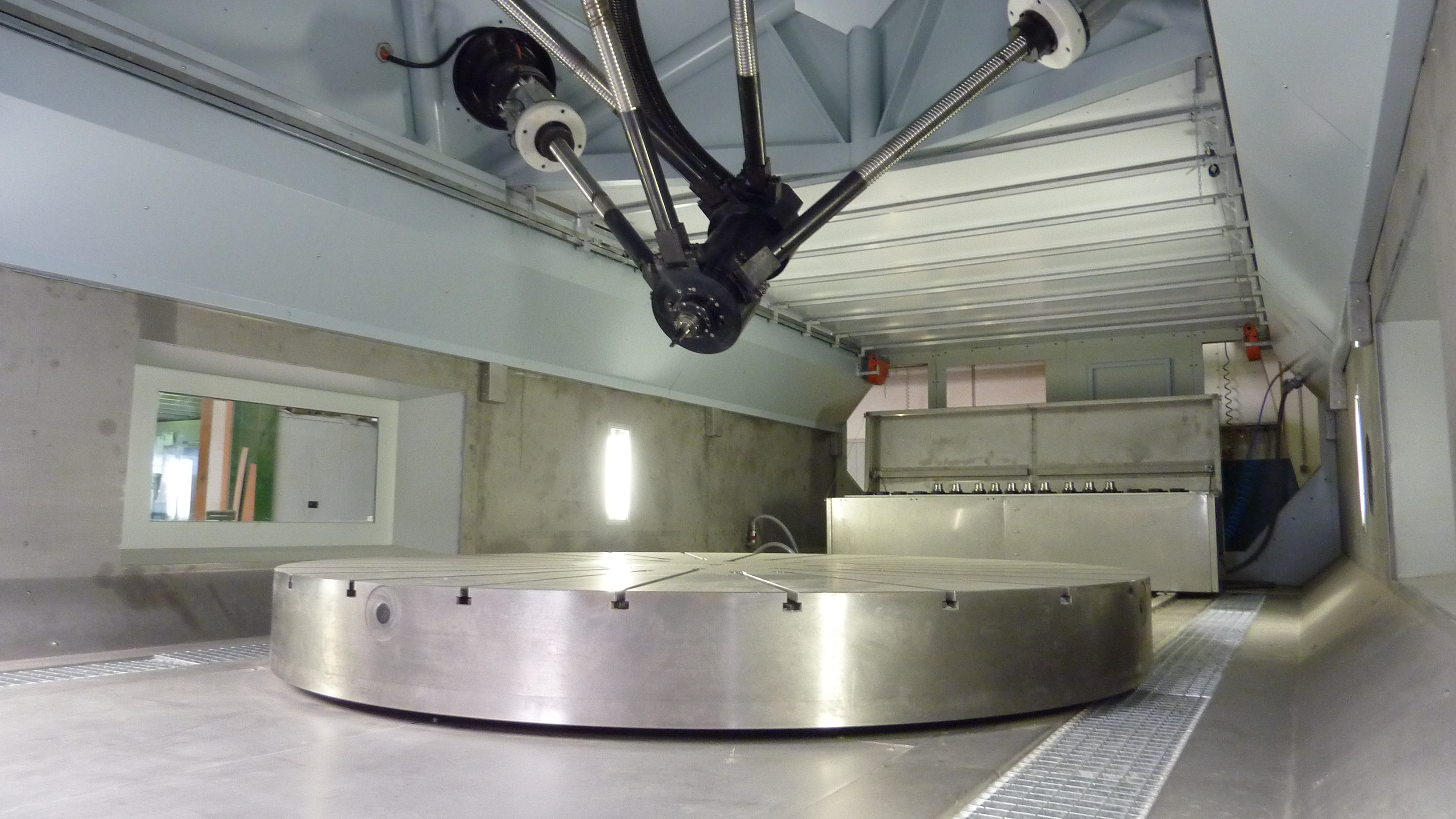
Anordnung der Streben und Gelenke als Pentapod mit redundantem Rundtisch

Die Steifigkeitswerte des Pentapods sind im Vergleich zu herkömmlichen Hexapods deutlich verbessert. Die Mindeststeifigkeit des Pentapod liegt zwischen 20 % und 50 % der Längssteifigkeit einer einzelnen Strebe über den gesamten Arbeitsbereich. Dies steht im Gegensatz zu Hexapods, bei denen die Steifigkeit schon bei kleinen Schwenkbewegungen deutlich abnimmt.
Bei einem Pentapod bieten sich bevorzugte Richtungen, in denen die Steifigkeit beim Schwenken nur minimal beeinträchtigt wird. Auch wenn es weniger günstige Schwenkwinkel gibt, ermöglicht die Konstruktion des Pentapods Schwenkbewegungen von bis zu 90 Grad in verschiedene Richtungen.

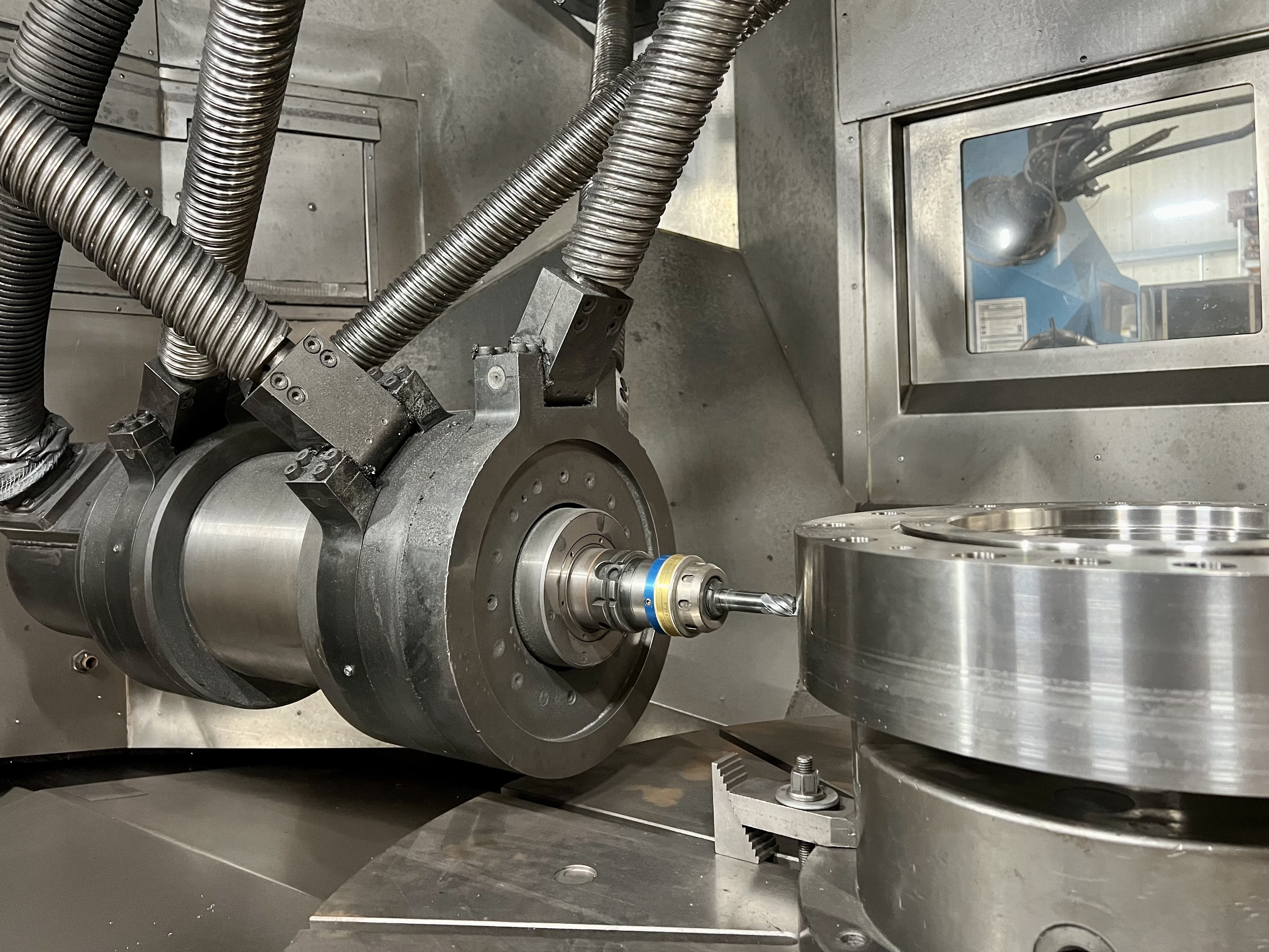
Kippwinkel 90° der Pentapodstruktur in Kombination mit einem Rundtisch und aufgespanntem Bauteil

Zusammenfassend lässt sich sagen, dass der Pentapod einen revolutionären Fortschritt bei kinematischen Maschinen darstellt, da er die Beschränkungen, die herkömmliche Hexapoden behindert haben, wirksam beseitigt. Sein Design verbessert die Schwenkwinkel, den Arbeitsbereich und die Steifigkeit, was ihn zu einer vielseitigen und leistungsstarken Lösung für verschiedene Anwendungen im Bereich des Maschinenbaus und der Robotik macht.
Durch die zentrale Anordnung der Hauptspindel im Arbeitsraum ist eine optimale Zugänglichkeit zum Werkstück gegeben und ermöglicht auch eine einfache Integration von Zusatzprozessen zur Nutzung als sogenannte hybride Werkzeugmaschine.